# 김격식
김격식(金格植, 1938년 10월 5일 ~ 2015년 5월 10일)은 조선민주주의인민공화국의 군인 겸 정치인이다. 조선인민군 육군 대장이다.

## 경력
1938년 함경남도 정평군에서 태어났다. 강건군관학교를 졸업하였으며, 1971년 6월에서부터 1972년 11월까지 시리아 주재 대사관 무관보를 지냈다. 1982년 4월에서부터 1984년 10월까지는 중공 주재 북조선 대사 예하 차석비서관에 재임한 그는 1990년 5월 조선로동당 중앙위원회 후보위원에 오른 이후, 이듬해 1991년 중앙위원에 선출되었다.
1992년 4월, 인민군 중장으로 승진했으며, 1994년 10월 인민군 2군단장에 임명되었다. 1997년 2월 인민군 상장으로 진급했으며, 2007년 4월 김영춘 후임으로 군 총참모장에 올랐다. 2009년 2월 총참모장직에서 해임되었고, 이후 4군단장에 임명되었다. 2010년 9월 조선로동당 중앙위원회 후보위원으로 선출되었다. 2010년 3월, 4군단장으로 천안함 폭침 사건을 지휘한 것으로 알려졌다.
2012년 11월 26일을 기하여 조선민주주의인민공화국 인민무력성 인민무력부장으로 임명되었으며, 인민무력부 부장 재직 중이던 2013년 3월 11일을 기하여 조선인민군 지상군 상장 예편하였으며 2013년 5월 26일을 기하여 인민무력부장 직이 장정남으로 교체되면서 부장 직에서 물러났다.

## 최고인민회의 대의원
2003년 9월 최고인민회의 제11기 대의원을 지냈다.

## 기타
1994년 7월 김일성, 1995년 2월 오진우, 1997년 2월 최광, 2008년 10월 박성철, 2010년 조명록 사망 당시에 국가 장의위원회 위원을 맡았다.